# Großweißach
Als Großweißach wird der linke Oberlauf der Weißach bezeichnet.

## Verlauf
Die Großweißach speist sich aus zahlreichen Gräben an den Südhängen des Schergenwieser Bergs, von denen der höchste unterhalb der Hochalm liegt. Nach weitgehend östlichem Verlauf vereinigt sich die Großweißach in Glashütte mit dem rechten Oberlauf der Weißach, dem Reitbach.